# Giorgio Frassineti
Giorgio Frassineti ( Forlì, 29 settembre 1964) è un politico italiano, membro del Partito Democratico e dal 2009 al 2019 sindaco di Predappio .  
1. ↑   Mussolini's hometown aims to deter far-right supporters with Museum of Fascism, su cbc.ca. URL consultato il 24 giugno 2019.
2. ↑  (EN) The Washington Post,  https://www.washingtonpost.com/world/europe/the-surprising-reason-mussolinis-home-town-wants-to-build-a-fascism-museum/2018/01/31/c5f6f8ac-fbd6-11e7-9b5d-bbf0da31214d_story.html.